# Havnbjerg Mølle
De Havnbjerg Mølle is een voormalige korenmolen in Havnbjerg (Nordborg), op het eiland Als in Denemarken. De molen staat op een natuurlijke heuvel van 49 meter hoog. Het betreft een achtkante bovenkruier, waarbij rondom de benedenverdieping een aarden heuveltje is aangebracht.
Begin 17e eeuw stond er op deze locatie een houten standerdmolen. Deze raakte in 1776 ernstig beschadigd door een storm, maar werd weer herbouwd. In 1835-1836 werd de oude standerdmolen echter vervangen door de huidige molen. Afgezien van de molen zelf waren er ook een bakkerij en een brouwerij aanwezig.
In 1907 werd de molen gemoderniseerd. De rieten dakbedekking werd in 1923 vervangen door zinkplaten. Uiteindelijk werd de molen in 1961 buiten bedrijf genomen toen de kosten voor het herstellen van stormschade te hoog bleken. In 1964 werd de molen tot monument verklaard, waarna een restauratie volgde waarbij het rieten dak weer werd terug gebracht. In 1967 werd de restauratie voltooid. De molen kwam in 1969 in eigendom van het 'Mads Clausens Fond'.
De molen is geopend voor publiek.